# 李楓林
李枫林，庄河步云山人，清朝政治人物、同进士出身。
同治四年（1865年），登乙丑科进士，授内阁中书，后任热河知州。